# Цанко Винчев
Цанко Христов Винчев (Дядо Цанко Брошурката) е български комунист.

## Биография
Цанко Винчев е роден през 1885 г. в село Долен Бивол, Ловешко (преименувано на с. Васильово, дн. с. Прелом). Занимава се със земеделие и животновъдство.
Като войник в Плевен през 1904 г. участва в марксическите кръжоци на Тодор Луканов. През 1910 г. се запознава с ловешкия комунист Цачо Сяров. Често ходи до Ловеч да му иска „брошурки“ със социалистическо съдържание. Оттук идва и прозвището му Брошурката.
През Първата световна война е войник в „Червената рота“ на Цачо Сяров. Участва в побратимяването на Добруджанския фронт с руските войници. След войната основава партийна група на БРП (к) в с. Прелом (1919). През 1922 г. е избран за кмет на селото.
Помагач в Съпротивителното движение по време на Втората световна война (1941 – 1944). Един от най-доверените ятаци на партизанския командир Христо Кърпачев. Многократно укрива и подпомага партизани от Народна бойна дружина „Чавдар“ и Партизански отряд „Христо Кърпачев“. Многократно е арестуван и изтезаван. В колибата му южно от селото е поместена нелегалната печатница на Народна бойна дружина „Чавдар“ и е отпечатван партизанския вестник „Истина“ под редакцията на Христо Кърпачев.